# Протостега
Протостега (лат. Protostega) — гігантська морська черепаха крейдяного періоду. Належить до вимерлого крейдяного родини Protostegidae, близького до сучасних шкірястих черепах. Описана Е. Д. Копом в 1872 році на підставі залишків пластрона, знайдених в 1871 році в канзаських крейдяних відкладеннях.

## Морфологія

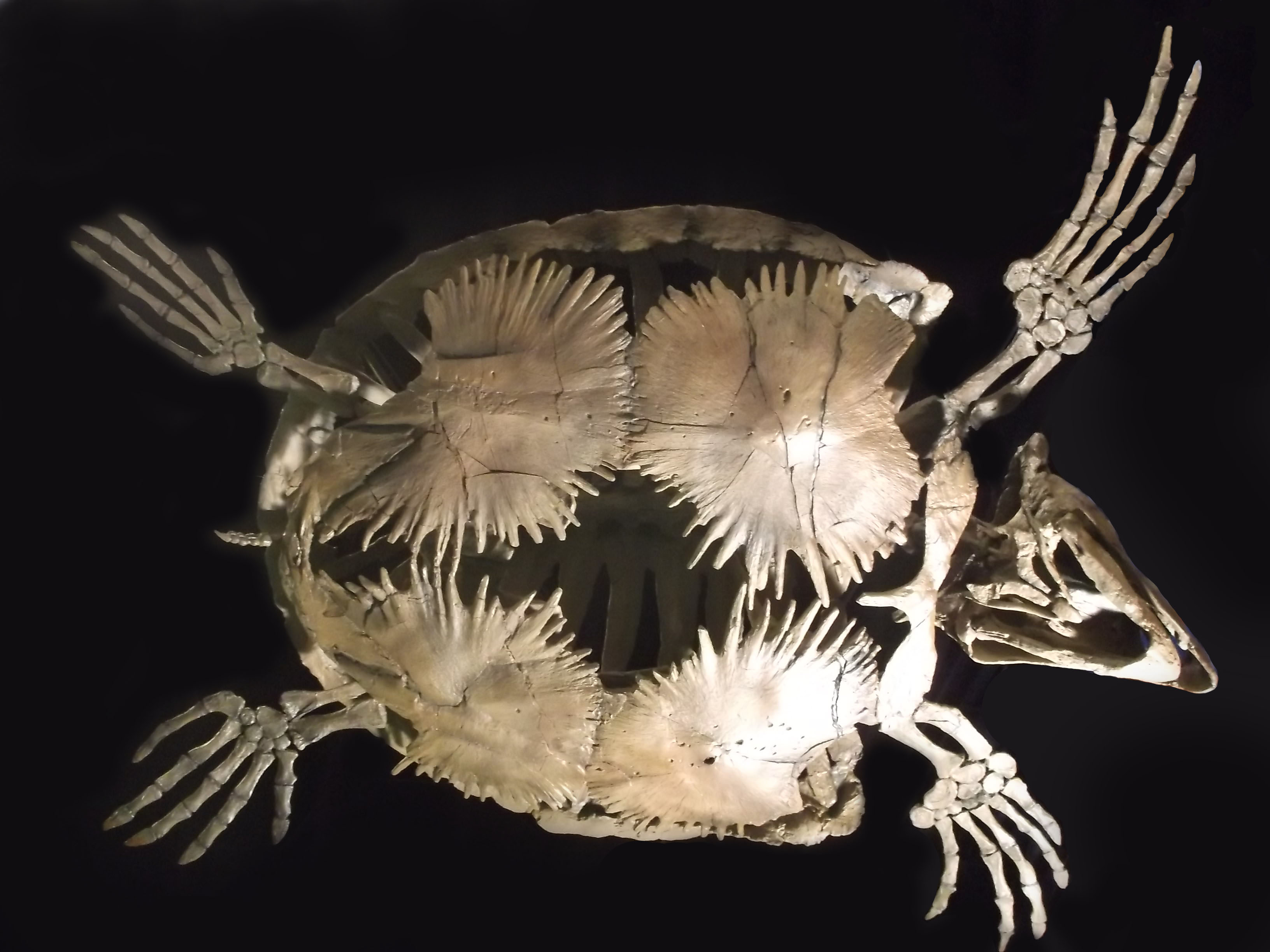
Реконструкція скелета протостеги в Ресурсному центрі динозаврів Скелястих гір, Вудленд-Парк, штат Колорадо

Гігантська черепаха, завдовжки до 3,4 метра, але звичайні розміри близько 2—2,5 метра. Відрізняється відносно дуже великими розмірами черепа, ширина черепа майже дорівнює довжині. Дзьоб слабо заломлений вниз і не так виділяється, як в архелона. Широка альвеолярна поверхня верхньої щелепи тягнеться майже до очної ямки. Дуже потужний латеральний відросток плечової кістки. Невральний кіль нерівний. Реброві пластинки відносно розвинені, фонтанелі в карапаксі менше, ніж в архелона. Краєві пластинки рівні. Кістки пластрона великі, черевна фонтанель невелика. Ласти відносно коротше, ніж в архелона. Походить з древніших відкладень, ніж архелон, входить у фауну Ніобрари (коньяк-сантон). Відома з Канзасу, Південної Дакоти, Колорадо, Вайомінга, Алабами, Міссурі, Техасу. Не виключено існування цього роду і поза Північною Америкою (наприклад, у верхній крейді Англії або Східної Азії, також Марокко). Типовий вид — P. gigas. Вказується на існування не менше 5 видів, які можуть бути синонімами типового.

## Спосіб життя
По способу життя могла відрізнятися від архелона, зважаючи на відмінності в будові черепа. Можливо, харчувалася молюсками, можливо, навіть водоростями. Також як і для архелона, відомі залишки скелетів зі слідами зубів акул (і самими зубами, застряглими в кісті). Ймовірно, акули об'їдали мертвих черепах.
Відомі випадки, коли задні ласти протостегід приймали за «скелет руки людини крейдяного періоду», що активно використовують у своїх цілях креаціоністи.

## У фільмах
Протостега стала одним з героїв 3D фільму «Морські чудовиська — доісторична пригода» (2007).